# Virginia Slims of Los Angeles 1983
Il Virginia Slims of Los Angeles 1983 è stato un torneo di tennis giocato sul cemento.
È stata la 10ª edizione del torneo, che fa parte del Virginia Slims World Championship Series 1983.
Si è giocato a Los Angeles negli Stati Uniti, dall'8 al 14 agosto 1983.

## Campionesse

### Singolare
Martina Navrátilová ha battuto in finale  Chris Evert con il punteggio di 6–1, 6–3

### Doppio
Martina Navrátilová /  Pam Shriver hanno battuto in finale  Betsy Nagelsen /  Virginia Ruzici con il punteggio di 6–1, 6–0